# NGC 2758
NGC 2758 is een spiraalvormig sterrenstelsel in het sterrenbeeld Waterslang. Het hemelobject werd in 1886 ontdekt door de Amerikaanse astronoom Frank Muller.

## Synoniemen
- ESO 564-20
- MCG -3-23-19
- IRAS09032-1850
- PGC 25515